# Copa América 2024
Copa América 2024 este cea de-a 48-a ediție de campionat continental de fotbal din America de Sud, iar țara gazdă este Statele Unite.
Precedenta ediție de Copa América (Copa América 2021) a fost găzduită de Brazilia (fiind țara gazdă și la ediția din 2019, de asemenea și campioana de atunci). Argentina este câștigătoarea ediției din 2021, așadar va participa din postura de campioană en-titre, încercând să-și apere trofeul câștigat în 2021. Până în prezent, Argentina și Uruguay dețin cele mai multe trofee Copa América, fiecare având câte 15, acestea fiind urmate de Brazilia (cu 9 trofee câștigate), Peru, Paraguay și Chile (câte două trofee de fiecare); Bolivia și Columbia (câte un trofeu de fiecare).

## Echipele participante
| CONMEBOL (10 echipe) | CONCACAF (6 echipe)                                               |
| --- | ----------------------------------------------------------------- |
| - Argentina (Copa América, câștigătoare ediție precedentă) - Bolivia - Brazil - Chile - Columbia - Ecuador - Paraguay - Peru - Uruguay - Venezuela | - United States - Mexico - Canada - Costa Rica - Jamaica - Panama |

## Faza grupelor
Clasamentul fiecărei echipe din fiecare grupă va fi determinată după cum urmează: 
- Cel mai mare număr de puncte obținute în toate meciurile de grup

- diferența de goluri în toate meciurile grupei

- Cel mai mare număr de goluri marcate în toate meciurile de grup

- În cazul în care două sau mai multe echipe sunt egale, pe baza celor de mai sus trei criterii, locul lor în clasament va fi determinată după cum urmează:

- Cel mai mare număr de puncte obținute în meciurile grupei între echipele în cauză

- diferența de goluri care rezultă din grupul care se potrivește între echipele în cauză

- Numărul mai mare de goluri marcate în toate meciurile grupei între echipele în cauză

### Grupa A
| Echipa    | MJ | V | E | Î | GM | GP | G  | Pct |
| --------- | -- | - | - | - | -- | -- | -- | --- |
| Argentina | 3  | 3 | 0 | 0 | 5  | 0  | +5 | 6   |
| Canada    | 3  | 1 | 1 | 1 | 1  | 2  | -1 | 3   |
| Chile     | 3  | 0 | 2 | 1 | 0  | 1  | -1 | 1   |
| Peru      | 3  | 0 | 1 | 2 | 0  | 3  | -3 | 1   |

| Argentina                    | 2 – 0 | Canada |
| ---------------------------- | ----- | ------ |
| Álvarez 49' La. Martínez 88' |       |        |

| Peru | 0 – 0 | Chile |
| ---- | ----- | ----- |
|      |       |       |

| Peru | 0 – 1 | Canada       |
| ---- | ----- | ------------ |
|      |       | J. David 74' |

| Chile | 0 – 1 | Argentina        |
| ----- | ----- | ---------------- |
|       |       | La. Martínez 88' |

| Argentina             | 2 – 0 | Peru |
| --------------------- | ----- | ---- |
| La. Martínez 47', 86' |       |      |

| Canada | 0 – 0 | Chile |
| ------ | ----- | ----- |
|        |       |       |

### Grupa B
| Echipa    | MJ | V | E | Î | GM | GP | G  | Pct |
| --------- | -- | - | - | - | -- | -- | -- | --- |
| Venezuela | 3  | 3 | 0 | 0 | 6  | 1  | +5 | 9   |
| Ecuador   | 3  | 1 | 1 | 1 | 4  | 3  | +1 | 4   |
| Mexic     | 3  | 1 | 1 | 1 | 1  | 1  | 0  | 4   |
| Jamaica   | 3  | 0 | 0 | 3 | 1  | 7  | -6 | 0   |

| Ecuador       | 1 – 2 | Venezuela           |
| ------------- | ----- | ------------------- |
| Sarmiento 40' |       | Cádiz 64' Bello 74' |

| Mexic       | 1 – 0 | Jamaica |
| ----------- | ----- | ------- |
| Arteaga 69' |       |         |

| Ecuador                                      | 3 – 1 | Jamaica     |
| -------------------------------------------- | ----- | ----------- |
| Palmer 13' (a) Páez 45+4' (pen.) Minda 90+1' |       | Antonio 54' |

| Venezuela         | 1 – 0 | Mexic |
| ----------------- | ----- | ----- |
| Rondón 57' (pen.) |       |       |

| Mexic | 0 – 0 | Ecuador |
| ----- | ----- | ------- |
|       |       |         |

| Jamaica | 0 – 3 | Venezuela                        |
| ------- | ----- | -------------------------------- |
|         |       | Bello 49' Rondón 56' Ramírez 85' |

### Grupa C
| Echipa                     | MJ | V | E | Î | GM | GP | G  | Pct |
| -------------------------- | -- | - | - | - | -- | -- | -- | --- |
| Uruguay                    | 3  | 3 | 0 | 0 | 9  | 1  | +8 | 9   |
| Panama                     | 3  | 2 | 0 | 1 | 6  | 5  | +1 | 6   |
| Statele Unite ale Americii | 3  | 1 | 0 | 2 | 3  | 3  | 0  | 3   |
| Bolivia                    | 3  | 0 | 0 | 3 | 1  | 10 | -9 | 0   |

| Statele Unite ale Americii | 2 – 0 | Bolivia |
| -------------------------- | ----- | ------- |
| Pulisic 3' Balogun 44'     |       |         |

| Uruguay                            | 3 – 1 | Panama        |
| ---------------------------------- | ----- | ------------- |
| M. Araújo 16' Núñez 85' Viña 90+1' |       | Murillo 90+5' |

| Panama                   | 2 – 1 | Statele Unite ale Americii |
| ------------------------ | ----- | -------------------------- |
| Blackman 26' Fajardo 83' |       | Balogun 22'                |

| Uruguay                                                         | 5 – 0 | Bolivia |
| --------------------------------------------------------------- | ----- | ------- |
| Pellistri 8' Núñez 21' M. Araújo 77' Valverde 81' Bentancur 89' |       |         |

| Statele Unite ale Americii | 0 – 1 | Uruguay        |
| -------------------------- | ----- | -------------- |
|                            |       | M. Olivera 66' |

| Bolivia     | 1 – 3 | Panama                               |
| ----------- | ----- | ------------------------------------ |
| Miranda 69' |       | Fajardo 22' Guerrero 79' Yanis 90+1' |

### Grupa D
| Echipa     | MJ | V | E | Î | GM | GP | G  | Pct |
| ---------- | -- | - | - | - | -- | -- | -- | --- |
| Columbia   | 3  | 2 | 1 | 0 | 6  | 2  | +4 | 7   |
| Brazilia   | 3  | 1 | 2 | 0 | 5  | 2  | +3 | 5   |
| Costa Rica | 3  | 1 | 1 | 1 | 2  | 4  | -2 | 4   |
| Paraguay   | 3  | 0 | 0 | 3 | 3  | 8  | -5 | 0   |

| Columbia            | 2 – 1 | Paraguay   |
| ------------------- | ----- | ---------- |
| Muñoz 32' Lerma 42' |       | Enciso 69' |

| Brazilia | 0 – 0 | Costa Rica |
| -------- | ----- | ---------- |
|          |       |            |

| Columbia                                | 3 – 0 | Costa Rica |
| --------------------------------------- | ----- | ---------- |
| Díaz 31' (pen.) Sánchez 59' Córdoba 62' |       |            |

| Paraguay     | 1 – 4 | Brazilia                                                |
| ------------ | ----- | ------------------------------------------------------- |
| Alderete 48' |       | Vinícius Júnior 35', 45+5' Sávio 43' Paquetá 65' (pen.) |

| Brazilia     | 1 – 1 | Columbia    |
| ------------ | ----- | ----------- |
| Raphinha 12' |       | Muñoz 45+2' |

| Costa Rica          | 2 – 1 | Paraguay |
| ------------------- | ----- | -------- |
| Calvo 3' Alcócer 7' |       | Sosa 55' |

## Faza eliminatorie
|  | Sferturi de finală          | Sferturi de finală                     |                                        |       | Semifinale  | Semifinale  |  |  | Finală | Finală |
|  |                             |                                        |                                        |       |             |             |  |  |        |        |
|  | 4 iulie – Houston           |                                        |                                        |       |             |             |  |  |        |        |
|  |                             |                                        |                                        |       |             |             |  |  |        |        |
|  | Argentina                   | 1 (4)                                  |                                        |       |             |             |  |  |        |        |
|  | Argentina                   | 1 (4)                                  | 9 iulie – East Rutherford, New Jersey  |       |             |             |  |  |        |        |
|  | Ecuador                     | 1 (2)                                  |                                        |       |             |             |  |  |        |        |
|  | Ecuador                     | 1 (2)                                  | Argentina                              | 2     |             |             |  |  |        |        |
|  | 5 iulie – Arlington, Texas  |                                        | Argentina                              | 2     |             |             |  |  |        |        |
|  |                             | Canada                                 | 0                                      |       |             |             |  |  |        |        |
|  | Venezuela                   | Canada                                 | 0                                      | 1 (3) |             |             |  |  |        |        |
|  | Venezuela                   |                                        | 14 iulie – Miami, Florida              | 1 (3) |             |             |  |  |        |        |
|  | Canada                      | 1 (4)                                  |                                        |       |             |             |  |  |        |        |
|  | Canada                      | 1 (4)                                  | Argentina                              | 1     |             |             |  |  |        |        |
|  | 6 iulie – Paradise, Nevada  |                                        | Argentina                              | 1     |             |             |  |  |        |        |
|  |                             | Columbia                               | 0                                      |       |             |             |  |  |        |        |
|  | Uruguay                     | Columbia                               | 0                                      | 0 (4) |             |             |  |  |        |        |
|  | Uruguay                     | 10 iulie – Charlotte, Carolina de Nord |                                        | 0 (4) |             |             |  |  |        |        |
|  | Brazilia                    | 0 (2)                                  |                                        |       |             |             |  |  |        |        |
|  | Brazilia                    | 0 (2)                                  | Uruguay                                | 0     |             |             |  |  |        |        |
|  | 6 iulie – Glendale, Arizona |                                        | Uruguay                                | 0     |             |             |  |  |        |        |
|  |                             | Columbia                               | 1                                      |       | Finala mică | Finala mică |  |  |        |        |
|  | Columbia                    | Columbia                               | 1                                      | 5     | Finala mică | Finala mică |  |  |        |        |
|  | Columbia                    |                                        | 13 iulie – Charlotte, Carolina de Nord | 5     |             |             |  |  |        |        |
|  | Panama                      | 0                                      |                                        |       |             |             |  |  |        |        |
|  | Panama                      | 0                                      | Canada                                 | 2 (3) |             |             |  |  |        |        |
|  |                             |                                        |                                        |       |             |             |  |  |        |        |
|  | Uruguay                     | 2 (4)                                  |                                        |       |             |             |  |  |        |        |
|  | Uruguay                     | 2 (4)                                  |                                        |       |             |             |  |  |        |        |

#### Sferturi de finală
| Argentina        | 1 – 1 (d.p.) | Ecuador         |
| ---------------- | ------------ | --------------- |
| Li. Martínez 35' |              | Rodríguez 90+2' |
|                  | 4 – 2        |                 |

| Venezuela  | 1 – 1 (d.p.) | Canada          |
| ---------- | ------------ | --------------- |
| Rondón 65' |              | Shaffelburg 13' |
|            | 3 – 4        |                 |

| Columbia                                                             | 5 – 0 | Panama |
| -------------------------------------------------------------------- | ----- | ------ |
| Córdoba 8' Rodríguez 15' (pen.) Díaz 41' Ríos 70' Borja 90+4' (pen.) |       |        |

| Uruguay | 0 – 0 (d.p.) | Brazilia |
| ------- | ------------ | -------- |
|         |              |          |
|         | 4 – 2        |          |

#### Semifinale
| Argentina             | 2 – 0 | Canada |
| --------------------- | ----- | ------ |
| Álvarez 22' Messi 51' |       |        |

| Uruguay | 0 – 1 | Columbia  |
| ------- | ----- | --------- |
|         |       | Lerma 39' |

#### Meciul pentru locurile 3-4
| Canada             | 2 – 2 (d.p.) | Uruguay                   |
| ------------------ | ------------ | ------------------------- |
| Koné 22' David 80' |              | Bentancur 8' Suárez 90+2' |
|                    | 3 – 4        |                           |

#### Finală
| Argentina         | 1 – 0 (d.p.) | Columbia |
| ----------------- | ------------ | -------- |
| La. Martínez 112' |              |          |